# Orleans (album)
Orleans is het debuutalbum van de gelijknamige band uit Woodstock (New York). De muziek is daarbij een voortzetting van de muziek die Hall en Kelly al maakten in hun band Boffalongo. Orleans speelde in die periode met bands als The Beach Boys, The Kinks, Taj Mahal etc. De band had een platencontract afgesloten bij ABC Records in New York. In Nederland kwam dit album uit via Probe Records, een onderdeel van EMI. De muziek is te omschreven als softrock met een funky inslag. Het album is in vijftien dagen opgenomen in de Muscle Shoals Studios. Muziekproducenten Barry Beckett en  Roger Hawkins maakten deel uit van de Muscle Shoals Rhythm Section, begeleidingsband van vele artiesten., waaronder Traffic. De plaat verkocht nauwelijks, maar kende enige populariteit in Japan. Na de introductie van de compact disc verscheen het album daar in een digitale versie in 1991 van MCA Records. Een heruitgave in andere landen bleef uit.

## Musici
- John Hall – zang, gitaar
- Larry Hoppen – zang, gitaar, orgel
- Lance Hoppen – zang, basgitaar
- Wells Kelly – zang, slagwerk

Met
- Roger Hawkins – percussie
- Marilyn Mason - achtergrondzang

## Muziek
| Nr. | Titel                                         | Duur |
| --- | --------------------------------------------- | ---- |
| 1.  | Please be there (John & Johanna Hall)         | 3:48 |
| 2.  | If (John & Johanna Hall)                      | 5:02 |
| 3.  | Two-faced world (John & Johanna Hall)         | 4:30 |
| 4.  | Turn out the light (John & Johanna Hall)      | 5:18 |
| 5.  | Tongue-tied (John & Johanna Hall)             | 4:19 |
| 6.  | Half moon (John & Johanna Hall)               | 3:38 |
| 7.  | Mountain (John & Johanna Hall)                | 3:21 |
| 8.  | Wanderlust (John & Johanna Hall)              | 4:25 |
| 9.  | Ticonderoga moon (John & Johanna Hall)        | 3:07 |
| 10. | Stoned (Larry Hoppen)                         | 3:10 |
| 11. | It all comes back again (John & Johanna Hall) | 4:35 |

Half moon was al eerder opgenomen. Janis Joplin nam het op voor haar album Pearl uit 1971. Ook The 5th Dimension ging Orleans voor op hun album Individually & collectively uit 1972. Please be there en If verschenen beide op single; beide hadden Mountain van Wells Kelly als B-kant.